# Lena Söderblom
Lena Söderblom (née le 24 octobre 1935) est une actrice suédoise. Elle est apparue dans 24 films depuis 1955. 

## Filmographie
- 1958 : Mademoiselle Avril
- 1959 : Sängkammartjuven
- 1982 : Jönssonligan och Dynamit-Harry
- 1993 : Sista dansen